# 930 Westphalia
930 Westphalia è un asteroide della fascia principale del diametro medio di circa 36,48 km. Scoperto nel 1920, presenta un'orbita caratterizzata da un semiasse maggiore pari a 2,4309461 UA e da un'eccentricità di 0,1432812, inclinata di 15,31606° rispetto all'eclittica.
Il suo nome fa riferimento alla Vestfalia, la regione tedesca dove nacque lo scopritore.